# 博多駅東出入口
博多駅東出入口（はかたえきひがしでいりぐち）は福岡県福岡市博多区にある福岡高速道路環状線の出入口である。この出入口付近に急カーブがある。

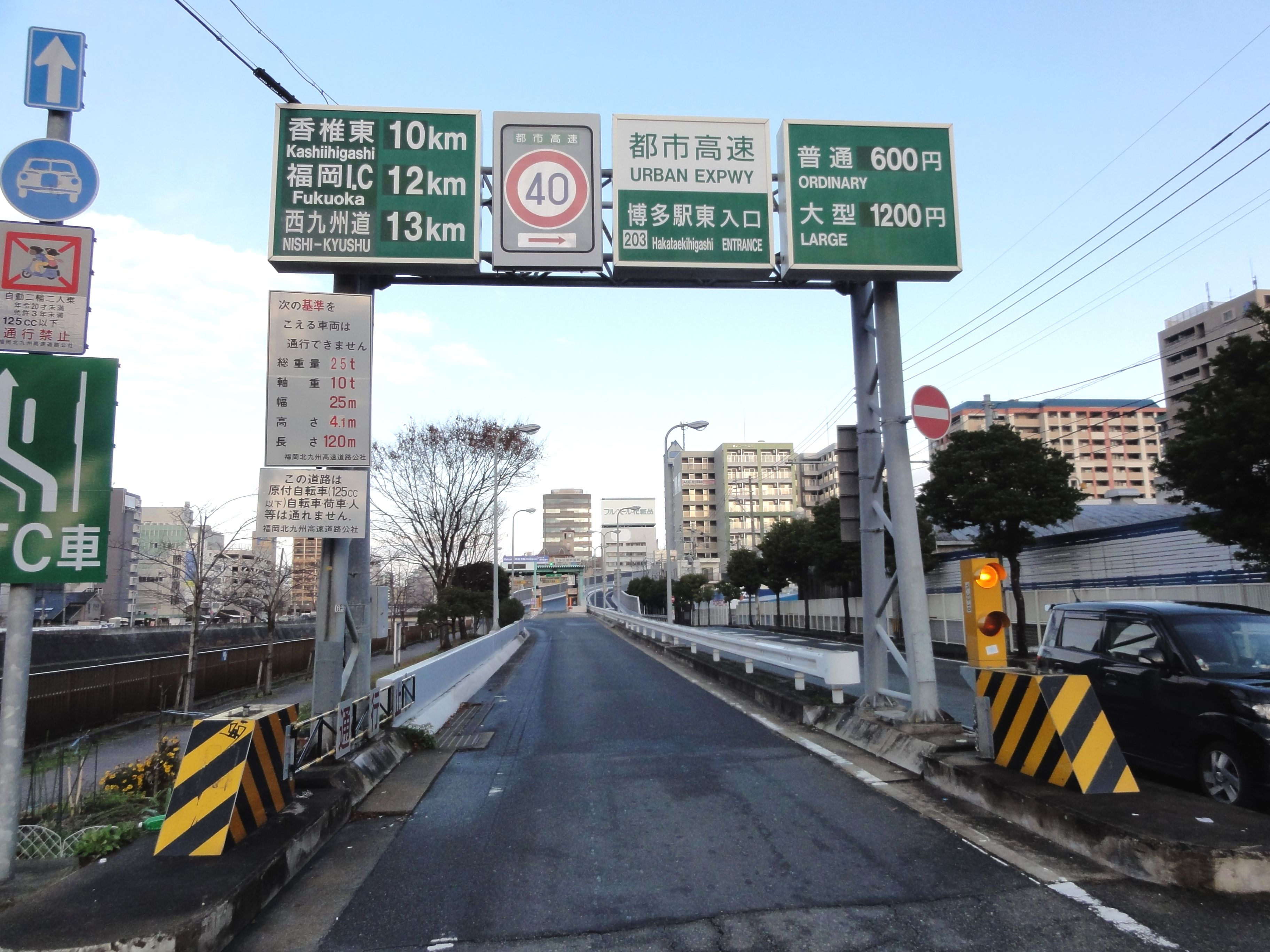
博多駅東出入口

## 周辺
- 博多駅
- 福岡合同庁舎
- 東比恵駅
- 日本経済新聞西部支社
- 西日本高速道路九州支社
- 国道3号
- 福岡市立堅粕小学校

## 料金所

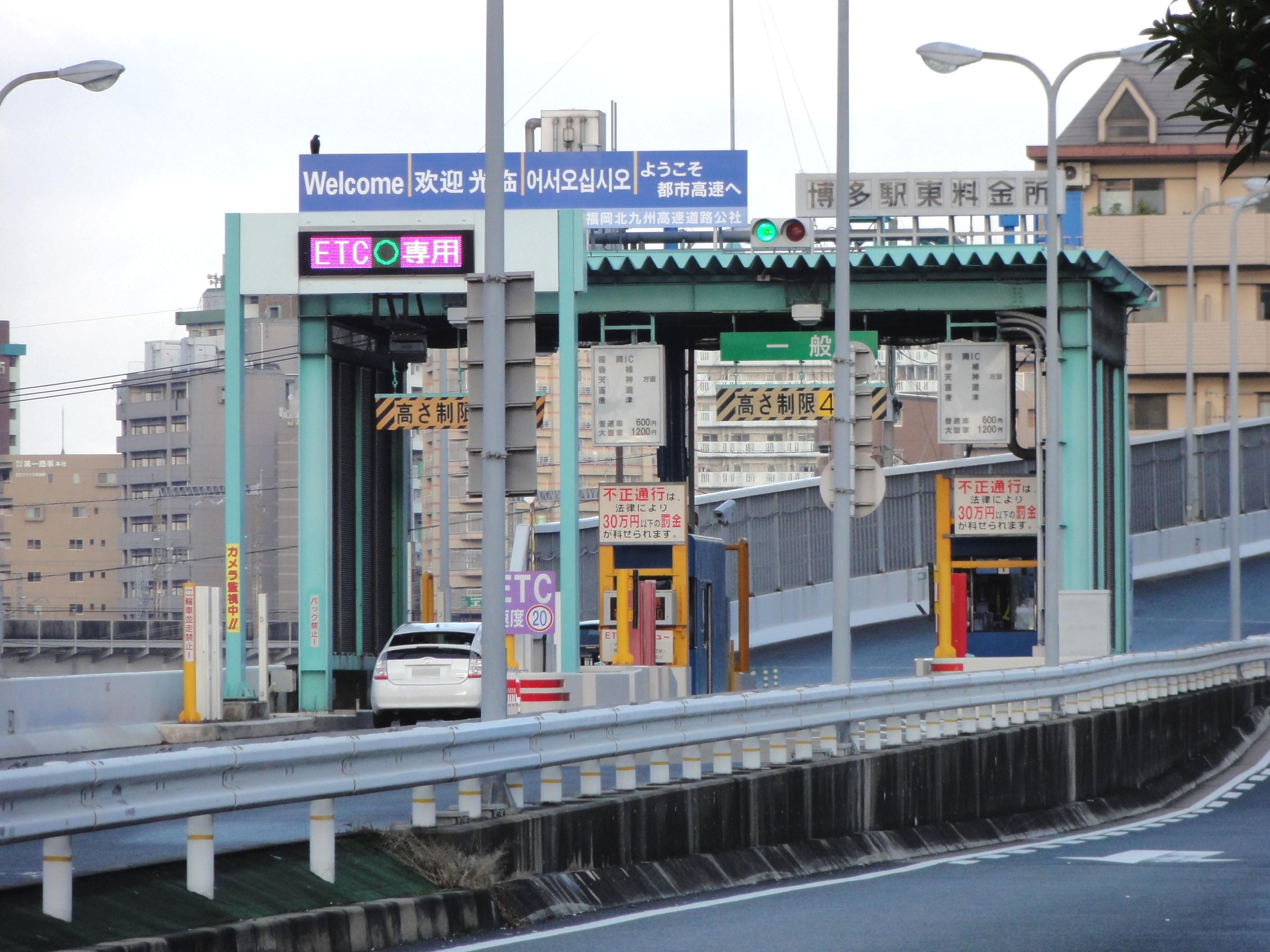
博多駅東料金所

### 天神北・香椎方面
- ブース数：2
  - ETC専用：1
  - 一般：1

## 注意点
- 空港通出入口・月隈JCT・野芥出入口・太宰府IC方面（南行き）には行けない。

## 隣
福岡高速環状線
(202)千代出入口 - (203)博多駅東出入口 - 豊JCT - (204)榎田出入口